# Ford Verona
El Ford Verona fue un automóvil brasileño del Segmento C producido por Ford. Era un sedán medio de lujo, derivado del Escort, proyectado en la base del Ford Orion europeo, que tuvo su inicio de producción a finales del año 1989 y fue producido hasta 1996, con una interrupción durante el año 1993.
El código inicial del proyecto era Nevada. Ford estaba indecisa en cuanto al nombre final del proyecto, y decidió elegir el nombre al azar en un ordenador. El nombre seleccionado apareció: Verona. Llegó al mercado en 1989 con dos opciones de motor, el Ford CHT 1.6 y el VW AP 1.8. Posteriormente recibiría el motor 2.0 AP, además de la configuración 1.8i y 2.0i, ambos VW AP también.

## Primera generación
La producción del Verona en Brasil se inició en 1989. El diseño externo e interno y la parte mecánica de la 1ª generación del Verona recuerda a la 4ª generación del Escort, con excepción de la puerta de maleta más grande del Verona. La motorización, el cambio, los asientos delanteros, el panel y el volante son muy similares al del Escort.
La primera generación del Verona también es llamada MK4 (4ª generación), debido a poseer prácticamente el mismo acabado interno y el aspecto externo semejante con la 4ª generación del Escort. La primera generación del Verona en Brasil fue producida solamente con carrocería dos puertas.
En cuanto al Ford Orion producido en Europa, el Verona tiene un diseño más bien resuelto, principalmente en su parte trasera, con un bonito maletero con mayor capacidad.
Versiones: LX, GLX.

## Segunda generación
En el segundo semestre de 1992, Escort avanza hacia la 5ª generación. El Verona, siguiendo el patrón de la generación anterior, también sigue. Sin embargo, a diferencia del Escort MK5 (5ª generación), que sus primeros modelos eran 92/93, el Verona solo vino a poseer modelo 93/94. Siguió el mismo patrón, con acabados y varias piezas iguales a su versión Hatch, el Escort. Esta vez, la carrocería era 4 puertas. En esta generación, los motores eran todos Volkswagen AP; 1.8 y posteriormente 2.0.
Versiones: LX, GL, GLX, Ghia, S.

## Sale Verona, entra Escort Sedán
En 1997, surge la generación 7ª generación del Escort (MK7), con motor Zetec 1.8 16v y posteriormente Zetec Rocam 1.6 8v. A diferencia del Escort, el Verona sale de línea, dando lugar al Escort Sedan.
El Escort Sedan fue producido solo en 1997 y 1998, en las versiones GL y GLX, ambas equipadas con el nuevo motor Zetec 1.8 16v a gasolina, que rendía 115 cv. La versión 97/97 GLX recibió techo eléctrico eléctrico de fábrica. En 1998 el Escort Sedan se despide del mercado, dejando a sus hermanos Hatch y SW (Station Wagon) en el mercado hasta 2003, decretando el final de la línea Escort.
En 1998, en Europa, se lanzó el sucesor de la línea Escort / Verona: el Ford Focus, que llegó al mercado brasileño solo en 2000.